# Michael Jamtfall
Michael Kleppe Jamtfall (Trondheim, 24 marzo 1987) è un calciatore norvegese, attaccante del Trygg/Lade.

## Caratteristiche tecniche
Jamtfall è un attaccante, sebbene sia stato utilizzato prevalentemente come ala destra nel corso dei suoi anni al Rosenborg. Può essere impiegato anche da terzino.

## Carriera

### Club
Jamtfall ha esordito con la maglia del Rosenborg il 10 maggio 2005, appena diciottenne, nella partita di Coppa di Norvegia 2005 contro l'Orkla e conclusasi con una vittoria della sua squadra per undici a zero. Per l'esordio in campionato, però, ha dovuto attendere fino alla stagione successiva, quando è subentrato a Daniel Braaten nella sfida vinta per due a uno dallo Start sul Rosenborg. Esattamente sette giorni dopo, il 30 luglio 2006, ha realizzato la prima rete nell'Eliteserien, ai danni del Lillestrøm, contribuendo al successo per tre a uno della sua squadra. In questa stagione, il Rosenborg ha vinto il campionato e Jamtfall si è così guadagnato la prima medaglia della sua carriera professionistica.
Nella stagione seguente, ha collezionato soltanto cinque apparizioni in campionato ed una nella coppa nazionale, mentre nelle successive due non ha giocato neanche un minuto. Così, nel 2010, è stato prestato al Ranheim, nella 1. divisjon. Successivamente, dopo essere stato utilizzato in quindici gare di campionato, con una rete all'attivo, oltre ad altri quattro incontri in coppa, è tornato al Rosenborg sempre nel corso del 2010. Il 12 settembre dello stesso anno, infatti, è andato a segno nell'uno a uno tra il Rosenborg ed il Viking. Il 3 maggio 2012, annunciò il ritiro dall'attività agonistica, a causa di un infortunio persistente.
Michael è il figlio di Jørn Jamtfall, ex-portiere del Rosenborg, che dopo essersi ritirato è diventato allenatore di una squadra giovanile del club e contemporaneamente preparatore della Nazionale.

## Palmarès

### Club

#### Competizioni nazionali
- Campionato norvegese: 1

Rosenborg: 2010